# STAY…
「STAY…」（ステイ）は、2001年3月14日に発売された日本の歌手グループ、Folder5の4枚目のシングル。

## 解説
表題曲の「STAY…」は、テレビ東京系列「ASAYAN」のエンディングテーマ。
カップリング曲の「Ready!」は、LOLITAの「BABY ONE BABY TWO」のカバーで、劇場版ONE PIECE「ジャンゴのダンスカーニバル」の主題歌に起用された。
初回限定盤のみトレーディングカード封入。
同年3月22日にテクモより発売されたPlayStation 2ソフト「モンスターファーム」で本作を再生させると、レアモンスター「ニャルダー」が誕生する。

## 収録曲
1. STAY…
作詞・作曲：T2ya
2. Ready!
作詞：谷穂チロル / 作曲：GROOVE SURFER
3. STAY… (Instrumental)
4. Ready! (Instrumental)